# Ролстон (Айова)
Ролстон (англ. Ralston) — місто (англ. city) в США, в округах Керролл і Грін штату Айова. Населення — 81 особа (2020).

## Географія
Ролстон розташований за координатами 42°2′30″ пн. ш. 94°37′45″ зх. д. / 42.04167° пн. ш. 94.62917° зх. д. (42.041774, -94.629301).  За даними Бюро перепису населення США в 2010 році місто мало площу 5,16 км², уся площа — суходіл.

## Демографія
Згідно з переписом 2010 року, у місті мешкало 79 осіб у 38 домогосподарствах у складі 19 родин. Густота населення становила 15 осіб/км².  Було 45 помешкань (9/км²).
Расовий склад населення:
| - 100,0 % — білих |

До двох чи більше рас належало 0,0 %. Частка іспаномовних становила 0,0 % від усіх жителів.
За віковим діапазоном населення розподілялося таким чином: 25,3 % — особи молодші 18 років, 59,5 % — особи у віці 18—64 років, 15,2 % — особи у віці 65 років та старші. Медіана віку мешканця становила 40,3 року. На 100 осіб жіночої статі у місті припадало 92,7 чоловіків;  на 100 жінок у віці від 18 років та старших — 103,4 чоловіків також старших 18 років.
Середній дохід на одне домашнє господарство  становив 42 629 доларів США (медіана — 38 750), а середній дохід на одну сім'ю — 64 756 доларів (медіана — 66 250). За межею бідності перебувало 3,7 % осіб, у тому числі 0,0 % дітей у віці до 18 років та 20,0 % осіб у віці 65 років та старших.
Цивільне працевлаштоване населення становило 38 осіб. Основні галузі зайнятості: роздрібна торгівля — 23,7 %, виробництво — 21,1 %, будівництво — 21,1 %.